# Ordem do Mérito Cartográfico
A Ordem do Mérito Cartográfico é uma condecoração criada de acordo com o Artigo Nº 63 do Estatuto da Sociedade Brasileira de Cartografia e aprovada pela Assembléia Geral Extraordinária realizada em 16 e 20 de novembro de 1970, na cidade do Rio de Janeiro, e tem por finalidade premiar aos cartógrafos que tenham prestado notáveis serviços à Cartografia, ao País, ou se hajam distinguido no exercício de sua profissão; aos cidadãos civis e militares estrangeiros, que se tenham tornado credores de homenagem da Nação Brasileira e, particularmente, de sua Cartografia; e a cidadãos nacionais ou estrangeiros que hajam prestado relevantes serviços à Cartografia Brasileira em geral, ou à SBC em particular.

## Graus
- Grã-Cruz (cruz dourada)
- Grande-Oficial (cruz prata)
- Comendador (cruz bronze)
- Oficial
- Cavaleiro